# 河合町立河合第二中学校
河合町立河合第二中学校（かわいちょうりつかわいだいにちゅうがっこう）は、奈良県北葛城郡河合町にある公立中学校。主に河合第二小学校の卒業生が入学する。

## 校訓
勉学・正義・勤労、労力・感謝・健康・協力
また、この校訓を刻んだ石碑が校門を入った左手に設置されている。

## 制服
男子は学ラン、女子はセーラー服である。

## 部活動
全国大会・近畿大会等へ出場するクラブも多い。

### 運動部
- 陸上競技部
- 野球部
- サッカー部
コンサドーレ札幌の西嶋弘之を輩出している。
- ソフトテニス部(令和4年度に募集停止)
- 卓球部（女子）
- 剣道部
- ラグビー部(令和4年度に廃部)
第54回（平成17年）近畿中学校総合体育大会にラグビー部が出場を果たした。
第56回（平成19年）近畿中学校総合体育大会にラグビー部が出場を果たした。

### 文化部
- 吹奏楽部
- 書道部
- レクリエーション
  - ホームコース
  - アートコース

### 備考
昔は、男子バスケットボール部、男子・女子バレーボール部、コーラス部、茶華道部、英語部、古典部などあった。

## 教室

### 普通教室
- 1年生‐A組～C組
- 2年生‐A組～C組
- 3年生‐A組～C組

### 特別教室
- 校長室
- 職員室
- 会議室
- 生徒会室
- 保健室
- 放送室
- 図書室
- 第1、第2理科室
- 第1、第2音楽室
- 第1、第2美術室
- 調理室
- 被服室
- 技術室
- PC教室
- 視聴覚室
- L･L教室
- 書写教室
- カウンセリングルーム

## 学校行事

### 修学旅行
3年生の1学期に行われる。
2006年までの行先は北九州だったが、2007年から沖縄本島になった（ともに2泊3日）。
主な日程は、1日目はシュノーケリング等のマリン体験をし、残波岬ロイヤルホテルに宿泊。2日目は沖縄戦についての平和学習を目的とし、ひめゆりの塔を訪れ、午後からは民泊先での体験活動を行う。最終日は国際通りで主にお土産の購入を目的に活動する。

### 体育大会
9月下旬に行われる。
赤組、青組、黄組の三色に分かれる、色別対抗戦で行われる。競技で獲得した点数争い、応援合戦、シンボル(各色に纏わるキャラクターの看板のようなもの)の三部門を競う。
主な競技として、100、200、400、800(女子)、1000(男子)mといった単純な競走や借り物(人)競走、リレー種目(女子の400mリレー、男子の800mリレー、スウェーデンリレー(100,200,300,400mを女子→男子→女子→男子の順番で走る))、学年種目(3年生はリレー)や綱引きなどがある。
また、男子の組体操や女子のダンスがある。

### 合唱コンクール
11月の初頭に行われる。その名の通り各クラス対抗で合唱力を競う。各学年に与えられた課題曲とクラスごとに決める自由曲がある。

## アクセス
最寄り駅は、近鉄田原本線の大輪田駅。

## 周辺施設
- 河合第二小学校(隣接している)
- イオン西大和店(2021年閉館)

## 通学区域が隣接している学校
- 河合町立河合第一中学校
- 上牧町立上牧第二中学校
- 王寺町立王寺南義務教育学校
- 王寺町立王寺北義務教育学校
- 斑鳩町立斑鳩南中学校